# Castelul Chillon

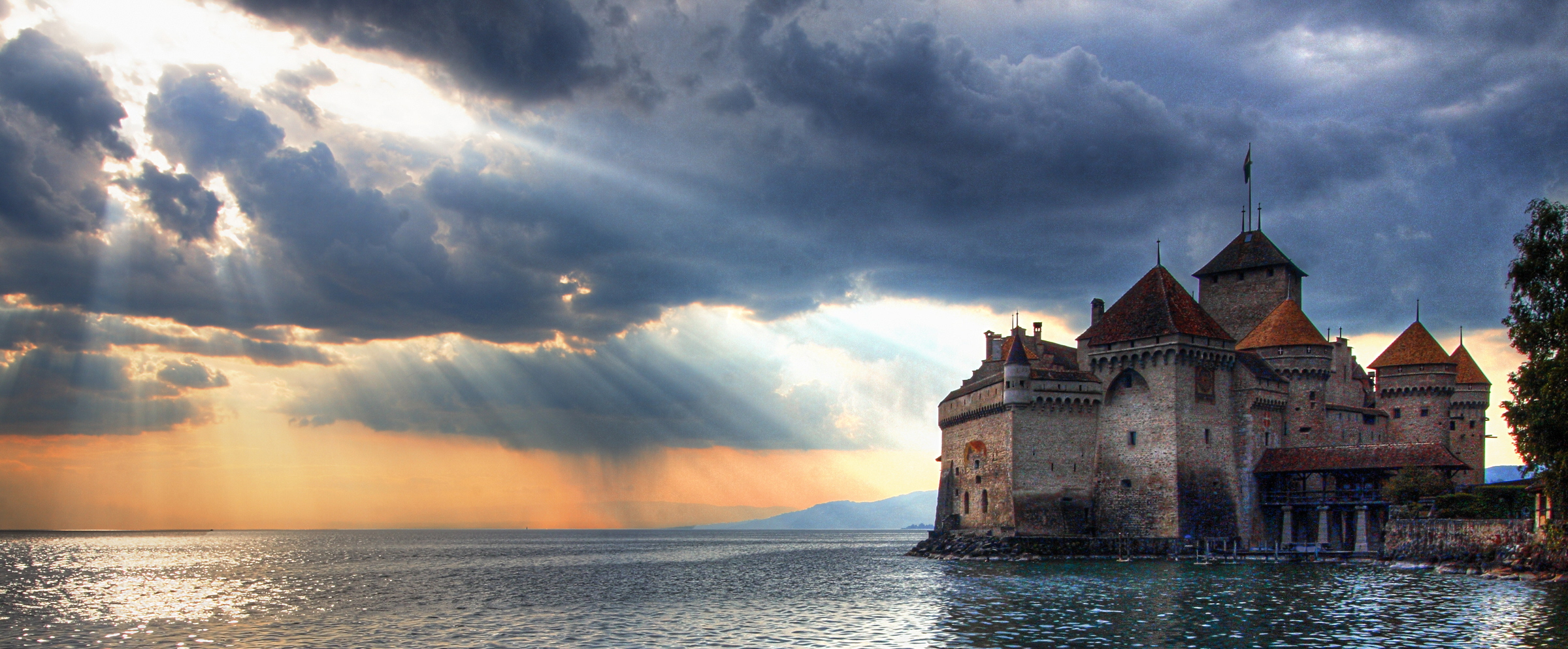
Castelul Chilon la apus

Castelul Chillon (în franceză Château de Chillon) este un castel situat pe o insulă de pe Lacul Geneva (Lac Léman), la sud de Veytaux în cantonul Vaud. Se află la capătul estic al lacului, pe malul îngust dintre Montreux și Villeneuve, care oferă acces la valea alpină a Ronului. Chillon este printre cele mai vizitate castele din Elveția și Europa. Este, de asemenea, cunoscut prin a fi inspirat castelul din filmul Mica sirenă.